# Gudstjänst
Pour plus de détails, voir Fiche technique et Distribution.
Gudstjänst est un thriller et film d'horreur suédois écrit et réalisé par Ludvig Gür et sorti en 2024,,.
Le film est sorti en Suède le 2 août 2024, par Lucky Dogs.

## Synopsis
Theodor est prêtre dans un petit village. Lorsque sa femme survit miraculeusement à une maladie mortelle qui règne dans le village, il doit prouver au village que c'est la puissance de Dieu qui l'a sauvée,,.

## Fiche technique
- Titre  : Gudstjänst
- Réalisation : Ludvig Gür
- Scénario : Ludvig Gür
- Photographie : Markus A Ljungberg
- Montage : Magnus Svensson
- Musique : Anders Niska, Klas Wahl
- Costumes : Clara Jängnemyr
- Production :
- Sociétés de production :
- Pays de production : Suède
- Langue originale : suédois
- Format : couleur
- Genre : thriller ethorreur
- Durée : 89 minutes
- Dates de sortie[4] :
  - Suède : 2024

## Distribution
- Linus Wahlgren : Theodor
- Vilhelm Blomgren : Erik
- Lisa Henni : Felicia
- Thomas Hanzon : Jonas
- Charlie Gustafsson : Adam
- Isabelle Grill : Hannah
- Ines Milans : Wilma
- Malin Mases Arvidsson : Vera
- Kola Krauze : Peter
- Mattias Kindberg : le petit homme
- Magnus Sundberg : Lukas
- Matti Boustedt : Bo Lindberg
- Lukas Loughran : Påkörd man
- Fredrik Hiller : Fredrik
- Kristofer Kamiyasu : Rob

## Distinctions
- Fright Nights – the ultimate festival of fear 2024 : nomination au Silver Hand du meilleur long métrage pour Ludvig Gür

- (en) Gudstjänst: Awards, sur l'Internet Movie Database